# Idioscopus niveosparsus
Idioscopus niveosparsus är en insektsart som beskrevs av Lethierry 1889. Idioscopus niveosparsus ingår i släktet Idioscopus och familjen dvärgstritar. Inga underarter finns listade i Catalogue of Life.